# オーブンレンジ
オーブンレンジ(和製英語: oven range)とは、オーブンと電子レンジを兼ねた調理器具。コンビネーション(オーブン)レンジまたは電子レンジ機能付オーブンとも呼ばれる。電子レンジには出来ない「焼く」という調理を、電熱線やガス燃焼などの熱源でオーブンと同様に行う、オーブンと電子レンジの複合機。中には電子レンジ機能とオーブン機能を合わせた調理ができる製品もある。この製品が現在では家電各社の電子レンジの主力となったが、価格の安さや簡素な使いやすさから、単機能の電子レンジおよびオーブンは今でもよく使われている。
オーブンレンジが普及しているのは、日本が中心である。欧米では、キッチンの電気コンロや電磁調理器などの下に、組み込み式のオーブンがある事が多い。このため、欧米では単機能な電子レンジが主流である。
オーブンレンジは、オーブンの同義語として使われることもある。また、オーブントースターとレンジを組み合わせた小型のものを「トースターレンジ」と呼ぶこともある。

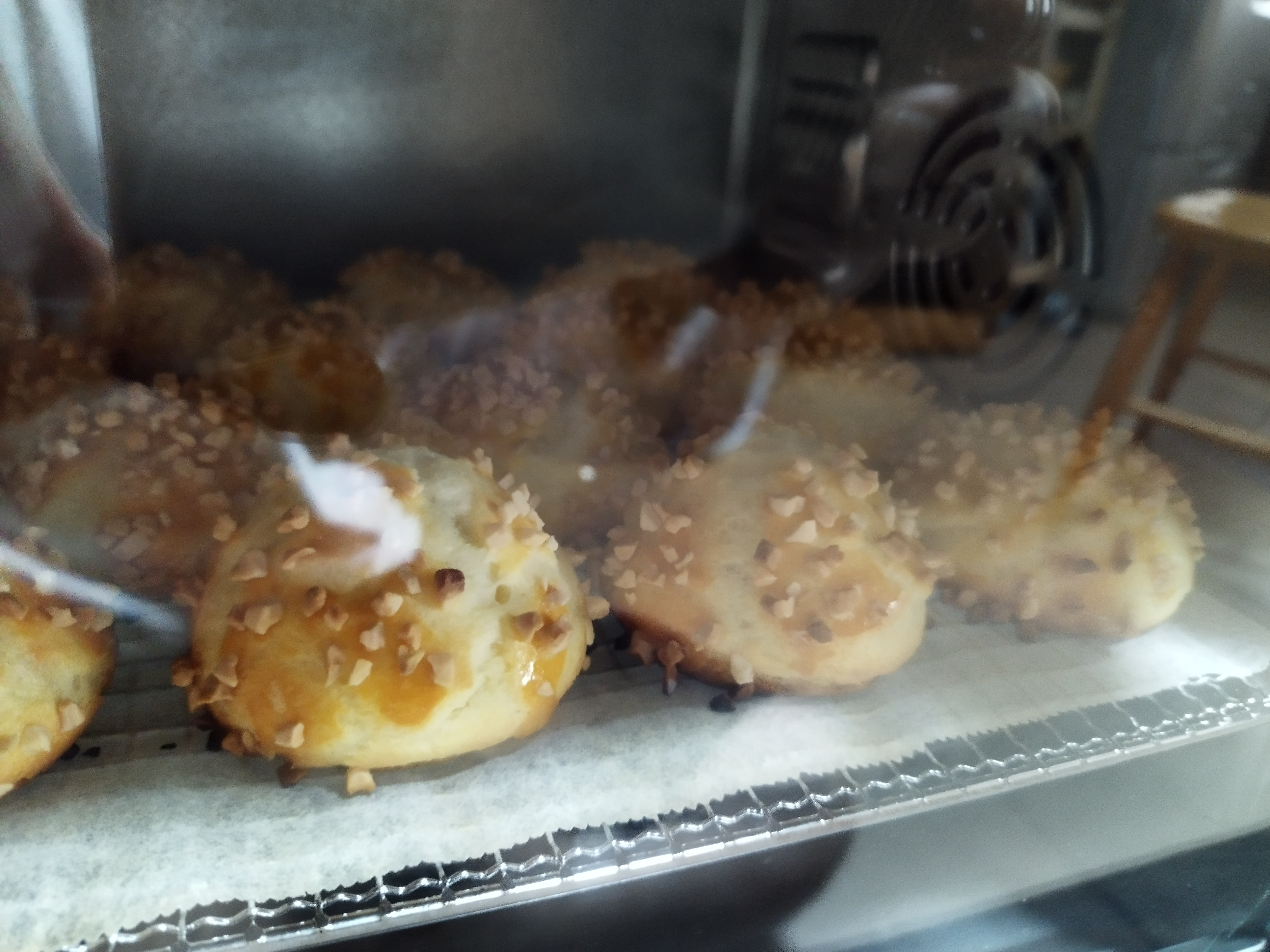
アイリスオーヤマの家庭用オーブンレンジで作るお菓子

## 日本国内のオーブンレンジメーカー
日本では、1977年に三菱電機が業界初のオーブンレンジを発売している。
- パナソニック
- シャープ
- 東芝ライフスタイル
- 日立グローバルライフソリューションズ
- 三菱電機
- アイリスオーヤマ
- 象印マホービン